# 武田一平
武田 一平（たけだ いっぺい、1941年1月11日 - ）は日本の経営者。ニチコン株式会社代表取締役会長兼CEO、京都経営者協会元会長。

## 経歴
1963年 3月早稲田大学商学部卒業
1963年 3月日本コンデンサ工業株式会社 (現 ニチコン株式会社)入社
1967年5月米国シカゴ赴任 
1978年2月ニチコン(アメリカ)コーポレーション 代表取締役 
1983年6月ニチコン株式会社 取締役 就任
同年12月ニチコン株式会社 取締役 国際部長 
1990年2月ニチコン(ヨーロッパ)リミテッド 代表取締役 
1995年7月ニチコン株式会社 取締役 大野工場長兼 海外営業担当
1997年6月ニチコン株式会社 常務取締役 営業本部長兼 大野工場長
1998年6月ニチコン株式会社 代表取締役社長 
2007年 4月 藍綬褒章 授章
2007年6月ニチコン株式会社 代表取締役会長兼CEO
平成24年5月～平成26年5月　京都経営者協会会長
2018年06月 
平成30年全国発明表彰 発明表彰功労賞

## 参考
1. ↑  “ニチコン株式会社”. www.nichicon.co.jp. 2020年9月5日閲覧。